# Stefan Weinert
Stefan Weinert (* 26. April 1964 in Köln) ist ein deutscher Schauspieler, Regisseur, Filmproduzent und Bühnenbildner.

## Biographie
Stefan Weinert stand im Alter von 22 Jahren erstmals in einer Hauptrolle auf der Theaterbühne – in der Inszenierung Tschaikowsky nach Klaus Mann. Nach mehreren erfolgreichen Bühnenproduktionen, in denen er jeweils die Hauptrolle übernahm, begann er ein Studium der Bühnen- und Filmgestaltung an der Hochschule für angewandte Kunst in Wien. Dieses schloss er 1991 als Magister Artium ab – als Meisterschüler von Axel Manthey und Klaus Zehelein. Im selben Jahr zog er nach Barcelona, wo er als Bühnenbildner und Art Director tätig war, unter anderem für die Wiener Staatsoper und die Oper der Stadt Köln.
Schauspielkarriere
1995 übernahm Weinert in Pan von Manuel Poll seine erste Filmrolle. Im Anschluss absolvierte er Camera-Acting-Weiterbildungen in New York, Genf und Wien. 1997 kehrte er nach Deutschland zurück und arbeitete bis 2016 überwiegend als Filmschauspieler.
Seinen internationalen Durchbruch hatte er 2016 mit dem spanischen Kinofilm El Jugador de Ajedrez. Seither ist er regelmäßig in internationalen Film- und Fernsehproduktionen zu sehen, häufig in Rollen des Antagonisten.
Im Laufe seiner Karriere stand er unter anderem mit Tom Hardy, Tim Roth, Catherine Deneuve, Rutger Hauer und Mario Casas vor der Kamera
Regie und Produktion
Seit 2000 ist Weinert auch als Regisseur und Produzent tätig. Er realisierte zunächst mehrere Kurzfilme.
Sein erster abendfüllender Dokumentarfilm Gesicht zur Wand feierte am 8. Februar 2009 Premiere in der Berliner Volksbühne. Buch, Regie und Produktion lagen bei Weinert. Der Film wurde von der Filmbewertungsstelle Wiesbaden mit dem Prädikat „besonders wertvoll“ sowie als „Dokumentarfilm des Monats“ ausgezeichnet.
2013 folgte sein zweiter Kinodokumentarfilm Die Familie, der am 23. August 2013 beim Festival des Films du Monde in Montréal uraufgeführt wurde. Auch dieser Film erhielt von der Filmbewertungsstelle Wiesbaden das Prädikat „besonders wertvoll“ und wurde ebenfalls als „Dokumentarfilm des Monats“ gewürdigt. Mit beiden Filmen vertrat er die Bundesrepublik Deutschland auf zahlreichen internationalen Filmfestivals.
Im Jahr 2023 produzierte er den TV-Dokumentarfilm Verlorene Kinder für den RBB, bei dem er ebenfalls für Buch und Regie verantwortlich zeichnete.

## Filmografie (Auswahl)
- 1996: Die Liebe des Ganoven
- 1997: Lindenstraße (Fernsehserie, 4 Folgen)
- 1997–1998: Verbotene Liebe (Fernsehserie, 3 Folgen)
- 1998: Medicopter 117 – Jedes Leben zählt (Fernsehserie, Folge Der Kronzeuge)
- 1998: Für alle Fälle Stefanie (Fernsehserie, Folge Aus der Bahn geworfen)
- 1998: Der Eisbär (Kino)
- 1998: Unter uns
- 1997, 1998: Die Wache (Fernsehserie, verschiedene Rollen, 3 Folgen)
- 1999: Tatort – Nie wieder Oper (Fernsehreihe)
- 1999: Kommissar Rex (Fernsehserie, Folge Der Verlierer)
- 1999: Gloomy Sunday – Ein Lied von Liebe und Tod (Kino)
- 1999: Der Clown (Fernsehserie, Folge Der Rattenfänger)
- 1999: Tatort – Absolute Diskretion
- 1999, 2006: Balko (Fernsehserie, verschiedene Rollen, 2 Folgen)
- 2000–2017: Alarm für Cobra 11 – Die Autobahnpolizei (Fernsehserie, verschiedene Rollen, 4 Folgen)
- 2000: Die Motorrad-Cops – Hart am Limit (Fernsehserie, Folge Operation toter Mann)
- 2000: Lava (Kino)
- 2001: Selbstbeschreibung (Dokumentarfilm)
- 2001: Liebe unter weißen Segeln
- 2001: Tatort – Tödliche Tagung
- 2001: Die Kommissarin (Fernsehserie, Folge Bitteres Ende)
- 2001: The Musketeer (Kino)
- 2001: Sass (Kino)
- 2001, 2006: Ein Fall für zwei (Fernsehserie, verschiedene Rollen, 2 Folgen)
- 2002: Auch Engel wollen nur das Eine
- 2002: Die Zwillinge (Kino)
- 2002: Blue Hope (Kino)
- 2003: For You Tonight (Kino)
- 2003: Gate to Heaven (Kino)
- 2003: Espresso (Kino)
- 2003: Tatort – Frauenmorde
- 2004: George und das Ei des Drachen (Kino)
- 2005: Der Clown
- 2005: Kimme und Dresche – Die Actionkomödie
- 2005: Starfly (Kurzfilm)
- 2005: Der Elefant – Mord verjährt nie (Fernsehserie, Folge Nichts als die Wahrheit)
- 2005: Tatort – Schürfwunden
- 2006: Minotaur (Kino)
- 2006: Die Familienanwältin (Fernsehserie, Folge Hinter dem Spiegel)
- 2006: Bloch (Fernsehserie) – Die Wut
- 2006: Deepfrozen (Kino)
- 2006: Hammer & Hart
- 2006: Lieben (Kino)
- 2007: Von Müttern und Töchtern
- 2007: Crash Kids: Trust No One
- 2007: Tarragona – Ein Paradies in Flammen
- 2008: Entführt – Ich hol dich da raus
- 2008: Mordshunger
- 2008: Vampire Party (Kino)
- 2008: Tatort – Waffenschwestern
- 2008: SOKO Köln (Fernsehserie, Folge Mörder an Bord)
- 2009: Zwölf Winter
- 2009: Genug ist nicht genug
- 2009: X on a Map (Kurzfilm)
- 2009: Ein Schnitzel für drei
- 2009: Lasko – Die Faust Gottes (Fernsehserie, Folge Milena)
- 2009: Gesicht zur Wand (Dokumentarfilm, Kino, D, R)
- 2010: Der letzte Bulle (Fernsehserie, Folge Nachtschicht)
- 2011: Hindenburg
- 2011: Geister all inclusive
- 2012: Doudege Wénkel (Kino)
- 2012: Belle du Seigneur (Kino)
- 2013: Air Force One is Down (Fernsehzweiteiler)
- 2013: Wilsberg – Treuetest (Fernsehreihe)
- 2013: Am Ende der Lüge
- 2013: Die Familie (Dokumentarfilm, Kino, D, R)
- 2014: Heiter bis tödlich: Koslowski & Haferkamp (Fernsehserie, Folge This Is Not a Love Song)
- 2014–2015: Binny und der Geist (Fernsehserie, 10 Folgen)
- 2016: Notruf Hafenkante (Fernsehserie, 2 Folgen)
- 2017: El Jugador de Ajedrez (Kino)
- 2017: 18 – Clash of Futures (Fernsehserie)
- 2017: The past we live in (Kurzfilm)
- 2018: El Fotografo de Mauthausen (Kino)
- 2018: Sandstern (Kino)
- 2019: Capitani (Fernsehserie)
- 2019: Torpedo (Kino)
- 2019: Matula – Tod auf Mallorca
- 2020: Heirs of the Night (Fernsehserie)
- 2020: Ludzie i bogowie (Fernsehserie)
- 2020: Tell me who I am (Fernsehserie)
- 2021: Jaguar (Serie)
- 2021: Verlorene Kinder (Dokumentarfilm, D, R)
- 2021: Passport to Freedom (Serie)
- 2023: Balko Teneriffa – Mord im Paradies (Serie)
- 2024: Oderbruch, ARD/CBS (Fernsehserie)
- 2024: El Correo (Kino)
- 2024: Operacion Barrio Ingles (Fernsehserie)
- 2024: Cranko (Kino)
- 2025: Weiss & Morales (Fernsehserie)

## Auszeichnungen
- Doudege Wénkel: Bester Luxemburgischer Film (Filmpräis 2014)
- Die Familie: Cinema for Peace Award 2014, Nominierung bester Dokumentarfilm 37. Sao Paulo International Film Festival + 9. Zürich Film Festival